# 2. szimfónia (Magnard)
Albéric Magnard 2. (E-dúr) szimfóniáját (franciául: Symphonie nº 2, op. 6.) 1892 és 1896 között komponálta. A művet 1896. február 16-án mutatták be Nancy-ban, az előadást a szerző barátja Guy Ropartz vezényelte.

## Keletkezése
1892-ben, két évvel az első szimfónia befejezését követően látott hozzá a második szimfónia megírásához, de a befejezésére csak a harmadik szimfónia írásával egy időben, 1896-ban került sor. Miután Édouard Colonne elutasította a mű bemutatását, a zeneszerző barátja Guy Ropartz vezényletével mutatták be a darabot 1896. február 16-án Nancy-ban. A szimfóniát a premiert követően Ropartz javaslatai alapján Magnard átdolgozta, főleg a második tételt. A javított változat bemutatójára még ugyanabban az évben sor került Nancy-ban, ezúttal is Ropartz irányítása alatt.

## Szerkezete
1. tétel Ouverture - Nyitány (Assez animé - Nagyon vibrálóan)
2. tétel Danses - Táncok (Vif - Élénken)
3. tétel Chant varié - Változatos énekek (Andante con moto)
4. tétel Finale (Vif et gai - Élénken és vidáman)

## Hangszerelés
A művet a szerző egyszerű szimfonikus zenekarra komponálta, melynek a felállása a következő: 2 fuvola, 2 oboa, 2 klarinét, 2 fagott, 4 kürt, 2 trombita, 3 harsona, üstdob, hárfa, vonósok.

## Fordítás
- Ez a szócikk részben vagy egészben a Symphonie nº 2 de Magnard című francia Wikipédia-szócikk ezen változatának fordításán alapul.  Az eredeti cikk szerkesztőit annak laptörténete sorolja fel. Ez a jelzés csupán a megfogalmazás eredetét és a szerzői jogokat jelzi, nem szolgál a cikkben szereplő információk forrásmegjelöléseként.